# Камиидзуми Исэ-но-ками Нобуцуна
Камиидзуми Исэ-но-ками Фудзивара-но-Нобуцуна (яп. 上泉伊勢守藤原信綱, прибл. 1508 год, провинция Кодзукэ — прибл. после 1577 года, место смерти неизвестно), чаще сокращённо Камиидзуми Нобуцуна (яп. 上泉信綱) — японский самурай периода Сэнгоку, известный своим мастерством фехтования и созданием школы Синкагэ-рю, давшей начало большому количеству различных стилей кэндзюцу.

## Биография

### Ранняя жизнь
Камиидзуми Нобуцуна родился приблизительно в 1508 году под именем Камиидзуми Хидэцуна в фамильном замке, расположенном в провинции Кодзукэ (современный город Маэбаси). Его семья была малыми землевладельцами, находящимися на службе у ветви Яманоути рода Уэсуги. На момент его рождения за право управления провинцией Кодзукэ боролись кланы Уэсуги, Ходзё и Такэда. Семья Камиидзуми Нобуцуна являлась ветвью клана Ого, который переместился с целью проживания в Каигаяго Камиидзуми (англ. Kaigayagō Kamiizumi), взяв название местечка в качестве своего имени. Когда же основная ветвь семьи Ого перебралась в провинцию Мусаси, семья Камиидзуми обосновалась в замке Ого у южного подножия горы Акаги.
В возрасте 13—14 лет Камиидзуми Нобуцуна обучался дзэн-буддизму и другим восточным идеям у дзэн роси по имени Тэнмё (англ. Tenmyō). В юношестве он отправился в провинцию Симоса (нынешняя префектура Тиба), где изучал методы школ Нэн-рю и Тэнсин Сёдэн Катори Синто-рю. Позже он посетил провинцию Хитати (современная префектура Ибараки) для обучения в школе Кагэ-рю Достоверно неизвестно, кто был его учителями; в своих поздних записях Камиидзуми Нобуцуна знаменует собой начало передачи своего искусства. Генеалогия Дзикисинкагэ-рю ставит Камиидзуми вторым после Мацумото Бидзэн-но-ками. В родословной Хикита Кагэ-рю он значится вторым или третьим после Аёдзцу Икосаи. Согласно Ягю Синкагэ-рю Камиидзуми тренировался техникам Кагэ-рю под руководством мастера Икосаи, получив от него полную передачу в возрасте около 23 лет. Несколько лет спустя он обучался боевой стратегии и прогнозированию у человека по имени Огасавара Удзитака (англ. Ogasawara Ujitaka).
В свитках Эмпи-но-тати (англ. Empi-no-Tachi), которые Камиидзуми передал Ягю Мунэтоси и Марумэ Нагаёси, он писал о том, что изучал техники школ Нэн-рю, Синто-рю, Кагэ-рю и других, после чего усовершенствовав методы Кагэ-рю он создал стиль Синкагэ-рю («новая теневая школа»). В своей книге «Сёдэн Синкагэ-рю» (англ. Shōden Shinkage-ryū) Ягю Тосинага (англ. Yagyū Toshinaga) выдвинул предположение о том, что Камиидзуми Нобуцуна создал свою школу приблизительно в 30 лет.

### Военная служба
В 1555 году Ходзё Удзиясу организовал нападение на родовой замок клана Ого, принадлежавшего на то время семье Камиидзуми. Нобуцуна сдал замок без боя и присоединился Удзиясу. В том же году Уэсуги Кэнсин произвёл вторжение в западную часть провинции Кодзукэ с целью захвата замка Хираи. Камиидзуми отказался от службы у Ходзё Удзиясу и отправил уведомление об этом Уэсуги. Последний согласился принять его к себе и назначил Камиидзуми в качестве одного из своих генералов. В этой должности Нобуцуна помог Уэсуги изгнать силы Ходзё. Кэнсин захватил полный контроль над Кодзукэ, сделал Нагано Наримаса губернатором в замке Минова, и вернулся на свою базу в Этиго.
Камиидзуми поступил на службу к Нагано и быстро стал одним из «Шестнадцати копий дома Нагано». В частности, он отличился во время нападения на замок Яманака, и стал известен как «лучший копейщик из провинции Кодзукэ». Нагано сдерживал атаки Такэда Сингэна в течение трёх лет, но умер в 1561 году. Его наследником был Укё-но-син наримори (англ. Ukyō-no-shin Narimori),которому было всего 16 лет, поэтому смерть Нагано скрывали от него как можно дольше. В конце концов Такэда Сингэн в 1563 году (некоторые источники указывают 1566 год) вторгся в западную часть провинции Кодзукэ с армией из более чем 10 000 солдат. Кёку Гункан (англ. Kōyō Gunkan), записи о боевых подвигах семьи Такэда, датируют вторжение 1563 годом, в то время как записях храма Тёнэндзи (англ. Chōnenji), где был похоронен Нагано, указан 1566 год. Замок Минова был полностью окружён и осажен. Наримори покончил жизнь самоубийством 22 февраля, моральных дух упал, и замок был захвачен 28 февраля.
Камиидзуми силой вырвался из замка и сбежал в восточную часть провинции Кодзукэ, где присоединился к Кирю Ойносукэ Наоцуна (англ. Kiryū Ōinosuke Naotsuna). Однако Наоцуна вскоре умирает и бразды правления на себя берёт его сын Матадзиро Сигэцуна (англ. Matajirō Shigetsuna). После этого Камиидзуми возвращается в замок Минова по неизвестным причинам.  Согласно одной из версий, он вернулся в связи с тем, что у него было много друзей в замке, и он поступил на службу к Найто Сюри-но-ками (англ. Naitō Shūri-no-kami), губернатору, назначенного Сингэном. По другой версии Такэда Сингэн был впечатлён доблестью Камиидзуми и пригласил его присоединиться к нему после того, как замок Минова пал. По какой истинной причине Нобуцуна вернулся в замок не ясно, но достоверно известно то, что Камиидзуми стал мелким чиновником клана Такэда.
В знак признания огромных способностей, проявленных при защите замка, Такэда Сингэн разрешил Камиидзуми использовать иероглиф 信 (читается как «син» или «нобу») в своём имени, после чего он и становится известен под именем Нобуцуна. Тем не менее, в лицензии, переданной Ягю Синкагэ-рю в 1565 году, Камиидзуми подписан как «Камиидзуми Исэ-но-ками Фудзивара-но-Хидэцуна», однако в свитках, переданных Мунэтоси в следующем году, он подписан как «Камиидзуми Исэ-но-ками Фудзивара-но-Нобуцуна». Выходит, если замок Минова пал в 1563 году, то Камиидзуми всё ещё использовал «Хидэцуна» два года спустя. Если же замок пал в 1566 году, то Камиидзуми применял «Нобуцуна» ещё до разрешения Такэда Сингэна. Смена имени было довольно распространённым явлениям в ту эпоху, и вполне вероятно, что смена имени на Нобуцуна не была связана с Такэдой Сингэном.

### Распространение Синкагэ-рю
После поступления на службу к Нагано Наримаса, Камиидзуми совершил несколько поездок в Киото и столицу Японии, где в 1558 году он повстречал молодого Марумэ Нагаёси. Во время поездки в Киото в конце 1563 года, Камиидзуми встретил Ягю Мунэтоси в деревне Ягю (недалеко от города Нара), где и оставался на протяжении полугода, прежде чем перебраться в столицу в 1564 году. Во время одной из поездок Камиидзуми продемонстрировал техники Синкагэ-рю 13-му сёгуну Асикага Ёситэру, который остался очень доволен и даже подписал «сертификат о восхищении» (дата подписания неизвестна), говоря, что школе Камиидзуми нет равных на земле. Это событие привело к тому, что Нобуцуна, передвигаясь по Киото, обучал знаниям Синкагэ-рю различных придворных и членов знати сёгуната Асикага.
Камиидзуми собрал большое количество последователей вокруг себя. Один источник утверждает, что во время поездки в Киото в 1564 году с ним путешествовало 84-е ученика, а в следующем году уже сам Нобуцуна утверждает в своём сертификате Мунэтоси, что у него около сотни учеников. Среди его самых знаменитых учеников находится: Ягю Мунэтоси, чья линия Ягю Синкагэ-рю существует и по сей день; Хикита Бунгоро, племянник Камиидзуми и основатель Хикита Кагэ-рю; Ходзон Ин'эи (англ. Hōzōin In'ei), монах, основавший Ходзоин-рю содзюцу; Марумэ Нагаёси, основатель Тайся-рю; Нонака Синкуру (англ. Nonaka Shinkura), основатель Син Синкагэ Итидэн-рю и Комагава Куниёси, создатель Комагава Кайсин-рю.

### Поздние годы и смерть
Согласно записям в дневнике советника Киото по имени Ямасина Токицугу (англ. Yamashina Tokitsugu), Камиидзуми Нобуцуна посетил столицу в 1570 году. Он оставался там на протяжении двух лет, обучая Ямасина техникам Синкагэ-рю. В это время он был известен под именами Камиидзуми Мусаси-но-ками Нобуцуна и Ого Мусаси-но-ками. В 1572 году он посетил деревню Ягю, а затем поехал назад в восточную Японию с рекомендательным письмом от Ямасина к клану Юки (яп. 結城氏) в провинцию Симоса. Последняя известная запись о Камиидзуми Нобуцуна находится в храме Сото-сю дзэн-буддизма Сэйриндзи, который находится в городе, где когда-то стоял родовой замок Камиидзуми. Эта запись сообщает о том, что Нобуцуна помогал при сооружении храма в 1577 году, возведя надгробие и оплатив услуги. Храм до сих пор стоит в Маэбаси, префектура Гумма.
Точная дата смерти Камиидзуми Нобуцуна неизвестна. Одна запись утверждает, что он умер в 1572 году, однако это явно противоречит записи в храме Сэйриндзи. Согласно другой информации, Камиидзуми умер в 1577 году в деревне Ягю, однако в семье Ягю нет записи об этом событии. Кроме того, там находится лишь памятник, установленный в честь Камиидзуми Нобуцуна, но могилы не имеется. Документ Кираку-рю, школы дзюдзюцу области Гумма, утверждает о том, что мастер умер в городе Одавара в 1577 году, в то время как документы семьи Камиидзуми указывают, что он умер там же, но в 1582 году.

## Влияние
Камиидзуми Нобуцуна считается ключевой фигурой в истории развития кэндзюцу. Благодаря его наиболее значимым студентам были созданы и распространены по всей Японии многочисленные школы боевых искусств, включающие знания и техники Синкагэ-рю. На сегодняшний день всё ещё существуют школы, которые указывают Камиидзуми в качестве основателя, сооснователя или прародителя стиля, такие как Ягю Синкагэ-рю, Дзикисинкагэ-рю, Касима Син-рю, Тайся-рю и Комагава Кайсин-рю.
Камиидзуми Нобуцуна приписывается создание фукуро-синая — бамбукового меча, обтянутого кожей, применяемого с целью полноценных отработок техник кэндзюцу без причинения серьёзных телесных повреждений. В Ягю Синкагэ-рю такой меч известен под именем хикихада-синай (англ. hikihada-shinai, «синай, обтянутый жабьей кожей»). Такое название связано с тем, что кожа, полученная с коровы или лошади, лакируется, тем самым напоминая хикигаэру, то есть японскую жабу.
Хонтё Бугэй Сёдэн (англ. Honchō Bugei Shōden), сборник исторических рассказов периода Эдо, содержит повествование об одном из путешествий Камиидзуми. Согласно ему, на подходе к какой-то деревне местные жители сказали Нобуцуна, что разбойник захватил в заложники ребёнка и укрылся в одном из домов с мечом. Нобуцуна наскоро придумал план освобождения ребёнка. По случайности в это время в деревне находился дзэнский монах, к которому Камиидзуми и обратился за помощью. Он попросил у него монашеское облачение и переоделся в него. Затем в отдалении от дома, чтобы разбойник не заметил этих приготовлений, мастер обрил голову, после чего, под видом буддистского священника, направился к хижине с двумя рисовыми колобками в руках. Он объяснил преступнику, что принёс еду для ребёнка, и бросил один шарик в приоткрытую дверь. Потом он предложил второй шарик разбойнику и покатил его по земле по направлению к нему. Разбойник потянулся за рисом и на мгновение выпустил из вида «смиренного последователя Будды». В этот момент Нобуцуна схватил разбойника за руку, вытянул наружу и «пришпилил» к земле. Ребёнок был спасён. Эта история позжё стала одним из эпизодов фильма Акиры Куросава «Семь самураев».
В 2008 году в городе Маэбаси был проведён фестиваль в честь 500-летия со дня рождения Камиидзуми Нобуцуна. Празднования были проведены возле захоронения мастера. Во время фестиваля была возведена бронзовая статуя (2,5 метра в высоту) Камиидзуми, держащего фукуро-синай. Ягю Коити (англ. Yagyū Koichi), прямой потомок ученика Нобуцуна Ягю Мунэтоси, провёл демонстрацию техник школы Синкагэ-рю совместно со своими учениками.

## Примечание
1. 1 2 3 4 5 6 7 8 9 10 11 12 13 14 15 16 17 18 19 20 21 22 23 24 25 26  Yagyū, Toshinaga. Shōden Shinkage-ryū. — Shimazu Shobō, (1957, 1989). — ISBN 4-88218-012-X.
2. 1 2 3 4 5 6  Yoshio Imamura. "Gyokuei Shūi", a Yagyū family record, Kaitei Shiryō Yagyū Shinkage-ryū = 史料柳生新陰流. — Shinjimbutsu Ōraisha, 1995. — Т. 1. — 421 с. — ISBN 9784404021953.
3. 1 2  Karl F. Friday, Fumitake Seki. Legacies of the sword: the Kashima-Shinryū and samurai martial culture. — University of Hawai'i Press, 1997. — 227 с. — ISBN 9780824818470.
4. ↑  Introduction to the Classical Martial Arts of Kumamoto: Higo Shinkage-ryū Kenjutsu (яп.). Дата обращения: 24 февраля 2014. Архивировано 2 апреля 2012 года.
5. 1 2  Dave Lowry. Autumn Lightning: The Education of an American Samurai. — Shambhala Publication, 2013. — 192 с. — ISBN 9780834823310.
6. ↑  Yagyū Jūbei Mitsuyoshi, Yoshio Imamura. Tsuki no Sho: Kaitei Shiryō Yagyū Shinkage-ryū = 史料柳生新陰流: 下卷. — Shinjimbutsu Ōraisha, 1995. — Т. 3. — 412 с. — ISBN 9784404021960.
7. ↑  Yagyū Hyōgo Toshinobu,, Yoshio Imamura. Yagyū Shinkage-ryū Engi: Kaitei Shiryō Yagyū Shinkage-ryū = 史料柳生新陰流: 下卷. — Shinjimbutsu Ōraisha, 1995. — Т. 3. — 412 с. — ISBN 9784404021960.
8. ↑  Stephen Turnbull. The Samurai Swordsman: Master of War. — Tuttle Publishing, 2008. — 208 с. — ISBN 9784805309568.
9. 1 2 3 4 5  Imamura, Yoshio. Teihon Yamato Yagyū Ichizoku = 定本大和柳生一族: 新陰流の系譜. — Shinjimbutsu Ōraisha, 1994. — 364 с. — ISBN 9784404020918.
10. 1 2  Historical Group Editing Department. Nihon no Kenjutsu = 日本の剣術. — Gakken Kenkyūsha K.K, 2005. — 170 с. — ISBN 4-05-604014-1.
11. ↑  Morota Seiji. Jōmō kenjutsu-shi-chū - ken Sei kamiizumi nobutsuna shōden = 上毛剣術史 中-剣聖上泉信綱詳伝. — Kankodō, 1984.
12. ↑  Kaku kōzō. Kamiidzumi Ise-no-kami Nobutsuna - bessatsu rekishi dokuhon Yagyuu ichizoku = 上泉伊勢守信綱  別冊歴史読本 柳生一族. — Shinjinbutsuōraisha, 2003.
13. ↑  Yagyu Shinkage Ryu Heihou Official Site (柳生新陰流公式ホームページ) (яп.). Yagyū-Kai. Дата обращения: 24 февраля 2014. Архивировано 26 февраля 2014 года.
14. ↑  鹿島神傳直心影流 (яп.). Kashima Shinden Jikishinkage-ryu. Дата обращения: 24 февраля 2014.
15. ↑  Official Kashima Shinryu (англ.). Kashima-Shinryû Federation of Martial Sciences. Дата обращения: 24 февраля 2014. Архивировано 31 августа 2013 года.
16. ↑  Taisha Ryu (タイ車流剣術) (англ.). Yoshin Dojo. Дата обращения: 24 февраля 2014. Архивировано из оригинала 13 ноября 2013 года.
17. ↑  Introduction to the Classical Martial Arts of Kumamoto: Taisha-ryū Kenjutsu (яп.). Дата обращения: 24 февраля 2014. Архивировано 2 апреля 2012 года.
18. ↑  振武舘黒田道場 Shinbukan Kuroda Dojo Official Site (яп.). Shinbukan Kuroda Dojo. Дата обращения: 24 февраля 2014. Архивировано из оригинала 28 февраля 2014 года.
19. ↑  Dave Lowry. Moving Toward Stillness: Lessons in Daily Life from the Martial Ways of Japan. — Tuttle Publishing, 1999. — 185 с. — ISBN 9780804831604.
20. ↑  Official Site of the Planning Committee for the Festival Recognizing the 500th anniversary of Kamiizumi Ise-no-Kami's Birth (яп.). Kamiizumi-isenokami Kensho Seitan 500nensai jikkouiinkai. Дата обращения: 24 февраля 2014. Архивировано 27 февраля 2009 года.